# Подпеч-под-Скало
Подпеч-под-Скало (словен. Podpeč pod Skalo) — поселення в общині Літія, Осреднєсловенський регіон, Словенія. Висота над рівнем моря: 492,2 м.